# Andrew J. Hamilton
Andrew Jackson Hamilton (28 de janeiro de 1815, Huntsville — 11 de abril de 1875, Austin) foi 11º governador do Texas, 17 de junho de 1865 a 9 de agosto de 1866.